# Korjačtina
Korjačtina je jazyk z malé izolované čukotsko-kamčatské rodiny, kterým hovoří Korjaci, malý národ sídlící na ruském Dálném východě, především na Kamčatském poloostrově. Při sčítání lidu v roce 2002 uvedlo znalost korjackého jazyka 3 019 osob, tedy 34,5 % z celkového počtu Korjaků v Rusku. Procento Korjaků, kteří jazyk bez potíží ovládají, je však patrně mnohem nižší, podle některých odhadů jen 5,4 %.

## Gramatika
Z hlediska morfologické typologie se korjačtina řadí k aglutinačním jazykům s výskytem sufixů, prefixů i cirkumfixů (tedy afixů složených z prefixové a sufixové části). Oproti příbuzné čukotštině zde existuje navíc opozice dvojného a množného čísla (čukotský příznak plurálu -t odpovídá korjackému duálu, zatímco korjacký plurál nemá v čukotštině ekvivalent) a specifické pádové formy. Základní větná konstrukce je ergativní. Podobně jako v dalších ergativních jazycích existují u sloves dva typy časování: podmětné a podmětně-předmětné, jehož tvary vykazují shodu s osobou a číslem podmětu i předmětu. Slovesa mají čas přítomno-minulý, předminulý, minulý II, budoucí I a budoucí II; způsob oznamovací, rozkazovací a subjunktiv. Větný slovosled je relativně volný.

## Dialekty
Korjačtina se rozpadá do řady dialektů, např. čavčuvenský, apukinský, itkanský, kamenský, parenský, karaginský nebo palanský; ne všechny jsou vzájemně srozumitelné. Za dialekt byla považována také aljutorština, dnes zpravidla chápaná jako samostatný jazyk, k němuž jsou v širším smyslu přiřazovány i některé dialekty původně chápané jako korjacké (palanský, karaginský). V rámci čukotsko-korjacké skupiny se vymezují tzv. j-dialekty (čavčuvenský a další), t-dialekty (aljutorské) a r-dialekty (čukotské), označované podle korespondujících hlásek v jednotlivých dialektech (srovnej např. korjacké jin’e-k, aljutorské tin’a-k a čukotské rin’e-k, vše s významem „létat“).

## Abeceda
První korjacká abeceda vycházející z latinky byla vytvořena pro čavčuvenský dialekt v roce 1931. O pět let později vznikla nová abeceda na bázi azbuky, která se používá dosud:
| А а | Б б | В в | В' в' | Г г | Г' г' | Д д | Е е |
| Ё ё | Ж ж | З з | И и   | Й й | К к   | Ӄ ӄ | Л л |
| М м | Н н | Ӈ ӈ | О о   | П п | Р р   | С с | Т т |
| У у | Ф ф | Х х | Ц ц   | Ч ч | Ш ш   | Щ щ | Ъ ъ |
| Ы ы | Ь ь | Э э | Ю ю   | Я я |       |     |     |

## Používání jazyka v současnosti
Dnes se korjačtina vyučuje na prvním stupni základních škol, na pedagogické škole v městě Palaně, na Institutu národů Severu pedagogické univerzity A. I. Gercena v Petrohradu.
V korjackém jazyce existuje pravidelné rádiové a televizní vysílání (z Palany). Články v korjačtině občas vychází i v regionálním deníku Narodovlastije. Ve všech médiích se používá čavčuvenský dialekt, který nemusí být všem mluvčím korjačtiny bez problémů srozumitelný.

## Příklady

### Číslovky
| Korjacky       | Česky |
| ыннэн          | jeden |
| ӈыччеӄ         | dva   |
| ӈьыёк          | tři   |
| ӈыяӄ           | čtyři |
| мыллыӈэн       | pět   |
| ыннaнмыллыӈэн  | šest  |
| ӈыяӄмыллыӈэн   | sedm  |
| ӈыёӄмыллыӈэн   | osm   |
| ӄоньг'aйчыӈкэн | devět |
| мынгыткэн      | deset |